# Bauranoite
La bauranoite è un minerale.